# FV510 Warrior
L'FV510 Warrior, també anomenat pel nom del projecte, MCV-80 Warrior, és un vehicle de combat d'infanteria del Regne Unit. Dissenyat per entrar en servei a la dècada dels 80 a l'exèrcit britànic, el Warrior havia de substituir la família de vehicles FV430 i, concretament en el cas del transport d'infanteria, el transport de personal FV432. El disseny del vehicle fou de GKN Sankey i la producció es va realitzar entre GKN Sankey, encarregada del buc, Vickers, que produïa la torreta, i Perkins que subministrava els motors.
El primer Warrior es va entregar a l'exèrcit britànic l'any 1986, però no entraria formalment en servei fins a l'any 1988. Kuwait també disposa d'una variant de l'FV510, el Desert Warrior, que va comprar l'any 1993. El blindat va entrar en combat a les diferents guerres i missions en què ha participat l'exèrcit britànic, concretament: la Guerra del Golf, la Invasió de l'Iraq de 2003, la Missió de les Nacions Unides a Bòsnia i la Guerra de l'Afganistan. En total se n'han produït més de 1000 i disposa d'un gran nombre de variants per servir en diferents rols.

## Història
La idea d'un vehicle de combat d'infanteria nou per l'exèrcit britànic es va formalitzar a finals de la dècada dels 70. Es volien substituir els vehicles FV430, obsolets per entaular combat a primera línia al costat dels tancs Challenger 1. El projecte, previst per entrar en servei a la dècada següent, es va batejar inicialment com a MCV-80 (Mechanized Combat Vehicle 80, en català Vehicle de Combat Mecanitzat 80). Els requisits que es van demanar eren:
- Un vehicle capaç de transportar 10 persones, completament equipades, inclosa la tripulació.
- Un blindatge que proporcionés protecció contra armes lleugeres i metralla de projectils d'artilleria.
- Una mobilitat semblant a la del tanc Challenger 1.
- Capacitat de foc suficient per destruir vehicles lleugerament blindats.

Un Warrior desplegat a Alemanya, l'any 1988, poc després d'entrar en servei.

La guanyadora del concurs va ser GKN Sankey/GKN Defence que el 1980 ja tenia preparats els tres primers prototips del vehicle. Durant quatre anys es van fer proves i es van millorar els dissenys, mitjançant 7 prototips més. Finalment, l'any 1985, es va arribar al disseny definitiu i la designació va passar de MCV-80 a FV510, a més d'assignar-se-li el nom de Warrior (Guerrer). El gener de 1986 ja es començava la producció en sèrie. Els primers blindats es van completar a finals del 86 i es van entregar al primer batalló del Regiment de Granaders de la Guàrdia, destinats a Alemanya com a part de l'Exèrcit britànic al Rin (BAOR). La producció es va allargar fins a l'any 1995 i de les 1000 unitats que havia encarregat l'exèrcit britànic inicialment, només 789 es van acabar completant.
Posteriorment, l'any 1993, Kuwait va fer una comanda de 254 blindats. Diferents dels FV510 de l'exèrcit britànic, aquests es van modificar per operar en entorns desèrtics, d'aquí prové el nom de Desert Warrior (Guerrer del desert). A més a més el Desert Warrior també va modificar l'armament i el compartiment de combat de l'FV510 original. Les entregues van començar l'any 1994 i es van finalitzar l'any 1997, amb petites variacions respecte al primer model kuwaitià.

## Característiques

### Blindatge i distribució
El cos de l'FV510 és una barcassa d'alumini que ofereix protecció contra armes lleugeres, projectils perforants de 14,5 mm, resquills d'artilleria i mines antitanc de fins a 9 kg. El frontal del blindat també pot resistir impactes de projectils perforants de 25 mm. Per participar en la Guerra del Golf l'any 1991, per oferir millor protecció a la tripulació, també s'hi van afegir mòduls de blindatge addicional que es van renovar l'any 2003, als vehicles desplegats a l'Iraq. En alguns casos també s'ha afegit blindatge SLAT a alguns Warriors, unes barres horitzontals dissenyades per fer esclatar els projectils de llançacoets o llançagranades abans d'arribar al blindat.
La torreta, longitudinalment centrada i lleugerament desplaçada al lateral esquerre, és de planta octagonal i té inclinació a totes les cares, sobretot a la frontal, a la que hi ha el canó. Aquest conjunt es recolza sobre un tren de rodatge de tipus eruga compost per sis rodes de rodament, una roda motriu davantera, una roda tensora i tres corrons de retorn (el del mig de mida superior) a cada banda.

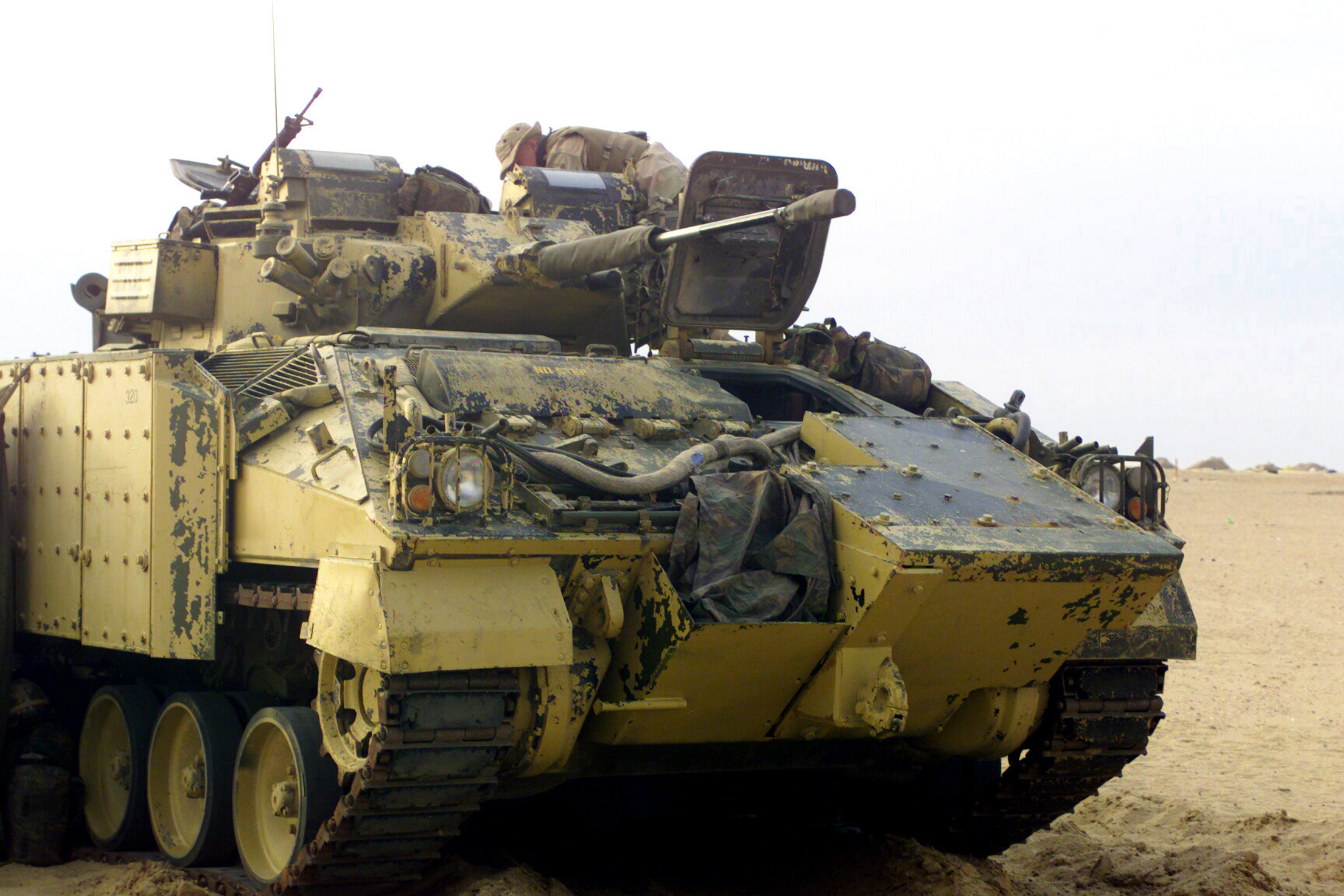
Marines dels EUA inspeccionen un Warrior, equipat amb blindatge addicional, a Kuwait l'any 2003.

La torreta pot rotar 360° i té una certa elevació que li permet apuntar ràpidament el canó Rarden L21A1 centrat al davant. La resta de disposició d'elements a la torreta és el següent: metralladora coaxial L94A1 de 7,62mm a l'esquerra del canó, 4 llançagranades de fum VIRSS a banda i banda de la torreta, grans periscopis a la part superior davant les escotilles i cistella al darrere.
Tota la barcassa del Warrior està dividida en tres parts. A la primera, la frontal, hi ha el compartiment del conductor que se situa a l'esquerra amb el motor a la seva dreta. El segon compartiment, el de combat, és al mig i és on hi va el comandant del vehicle i el tirador. Finalment hi ha el compartiment de la infanteria al darrere de tot, on es poden allotjar 7 soldats, i que disposa d'una porta d'entrada a la part posterior del buc i també un parell d'escotilles rectangulars al sostre darrere de la torreta.
L'FV510 Warrior també incorpora protecció per filtratge contra agents NBQ (perills nuclears, biològics i químics), que se situa a una gran caixa al lateral esquerre del vehicle. A més a més, la tripulació pot estar encaixonada ininterrompudament dins del blindat durant 48 hores, ja que també incorpora un vàter. També s'ha de destacar que les granades de fum del sistema VIRSS amaguen dels visors que captin espectre infraroig.

### Armament

#### Armament principal
L'armament principal de l'FV510 Warrior està compost per un canó automàtic Rarden L21A1 de 30 mm, capaç de destruir vehicles lleugerament blindats, i està alimentat amb pintes de munició de tres projectils.
L'abast màxim del canó és d'uns 1.500 metres, aproximadament, tot i que, a la versió britànica, no disposa de cap tipus d'estabilitzador cosa que dificulta enormement l'encert del blindat en moviment. En total la tripulació disposa de 250 cartutxos pel canó.

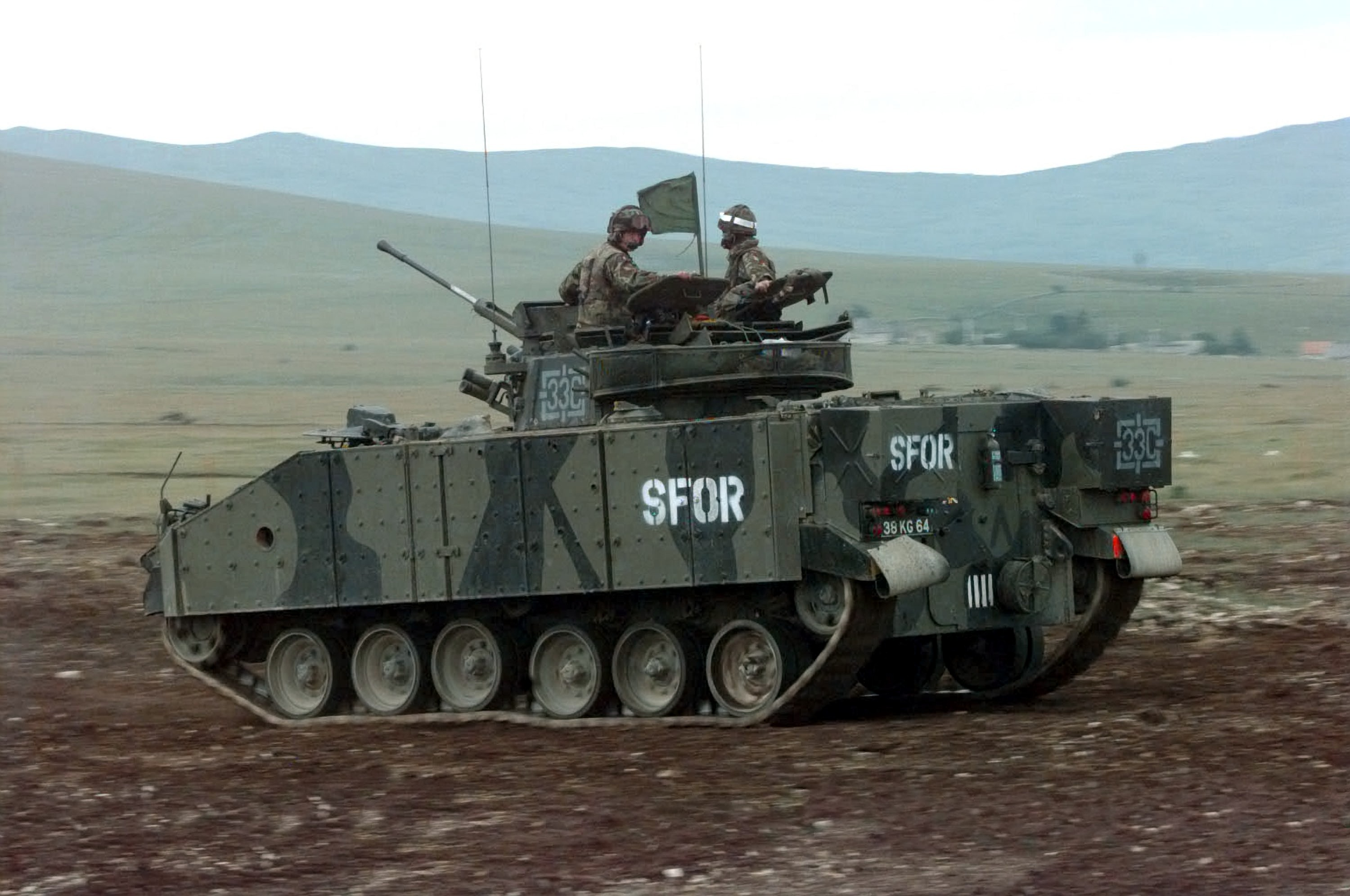
Un Warrior britànic de la SFOR, la força de manteniment de la pau a Bòsnia i Hercegovina, durant una maniobra amb foc real el 19 de juny de 1997.

En el cas del Desert Warrior l'armament principal també és un canó automàtic, en aquest cas de 25 mm i estabilitzat, i a més a més disposa d'un parell de llançamíssils TOW, que van muntats a ambdós costats de la torreta. Els míssils, de Raytheon Missile Systems, van a una velocitat de 200 m/s i tenen un abast màxim de 3.750 m. En total el Desert Warrior pot transportar 4 míssils TOW al vehicle, i dos a les llançadores. També s'ha de destacar que, a diferència del model britànic, disposa d'espitlleres al buc per on pot disparar la infanteria.

#### Armament secundari
L'armament secundari del Warrior està format per una metralladora coaxial L94A1 de calibre 7,62 mm i un conjunt de llançagranades amb granades de fum.
La metralladora no pateix interrupcions a causa del mecanisme d'alimentació de tipus chain gun (canó de cadena), que funciona amb un motor elèctric i evita l'entrada de munició defectuosa. El blindat transporta, en total, 2.000 cartutxos per la metralladora.
Després hi ha les dues llançadores quàdruples de granades de fum VIRSS, que creen una densa cortina de fum que oculta el blindat del contacte visual normal i infraroig.

### Sistema motor
El sistema motor del Warrior és un motor dièsel Perkins Rolls-Royce CV-8 TCA "Condor" de vuit cilindres amb una disposició del motor en V amb una potència de 550 CV a 2.300 rpm. Muntat a la part del davant a la dreta, està acoblat a una caixa de canvis automàtica Perkins (General Motors) X-300-4B que disposa de 4 marxes endavant i 2 cap endarrere.
La suspensió, de barres de torsió reforçades amb topalls amortidors està col·locada, a cada lateral, a la primera, segona i sisena rodes de l'eruga.
També s'ha de destacar que, tot i que no té capacitat amfíbia, el blindat pot passar per guals de fins a 1,3 m d'aigua.

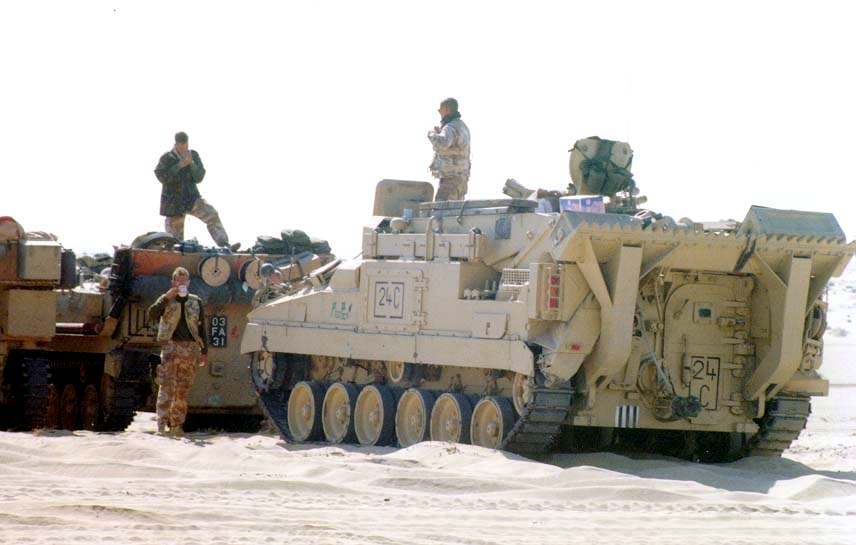
Un FV513, la variant de recuperació del Warrior, el 6 de gener de 1991.

Aquest conjunt fa que el Warrior assoleixi una velocitat màxima per carretera de 75 km/h, o 50 km/h camp a través. La maniobrabilitat del Warrior, per altra banda, permet que superi pendents del 60%, talussos laterals del 40%, parets verticals de 0,75 m i trinxeres de 2,5 m.

### Equip electrònic i òptic
Els sistemes òptics i electrònics del Warrior han anat variant amb el temps. L'artiller disposa d'una mira òptica que, en els primers models, duia un intensificador de llum per poder disparar de nit o en entorns amb baixa visibilitat. Posteriorment es va substituir l'intensificador per un visor tèrmic BGTI. El comandant per la seva banda, disposa de set periscopis que li ofereixen una capacitat d'observació de 360° i també té un visor independent per a apuntar el canó.
Thales (formalment Pilkington) Optronics és el productor dels visors tèrmics de 450 Warriors britànics als quals també se'ls va afegir un telèmetre làser, navegació GPS i pantalles associades als visors.
El conductor també disposa dels seus propis sistemes. Per defecte disposa de tres periscopis, però el del mig pot ser reemplaçat per un periscopi amb visió nocturna passiva i, muntat sobre el buc, també s'hi pot instal·lar un visor tèrmic.

## Variants
- FV510 - Versió bàsica.

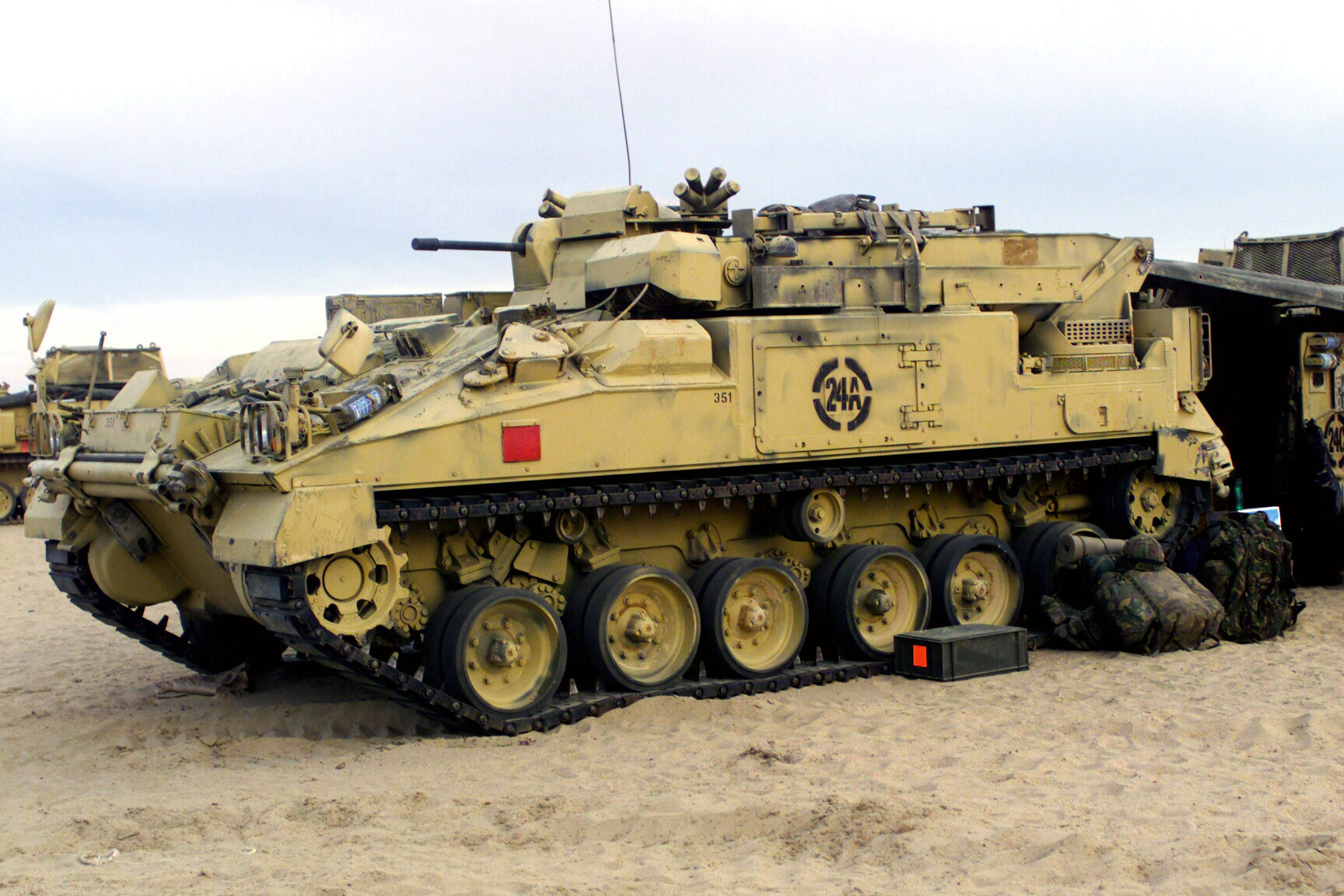
Fotografia d'un FV512, vehicle de reparació, a Kuwait l'any 2003.

- FV511 - Vehicle de comandament, equipat amb un sistema de telecomunicacions addicional.
- FV512 - Vehicle de reparació (MCRV, Mechanised Combat Repair Vehicle). Equipat amb eines addicionals, un remolc amb capacitat per transportar dos motors i una grua capaç de carregar fins a 6,5 tones; està assignat a les unitats de manteniment dels batallons.
- FV513 - Vehicle de recuperació (MRV, Mechanised Recovery Vehicle). Està equipat amb un torn de 20 tones de capacitat, dissenyat per remolcar vehicles avariats.
- FV514 - Vehicle d'observació d'artilleria, dissenyat per donar suport a l'artilleria.
- FV515 - Vehicle de comandament per les unitats d'artilleria.
- Desert Warrior - Versió d'exportació, dissenyada per operar en entorns desèrtics. Substitueix la torreta original per una Delco amb un canó M242 Bushmaster de calibre 25 a més a més d'afegir-hi un parell de llançamíssils TOW a cada banda.
- Warrior 2000 - Prototip desenvolupat per l'Exèrcit suís, que no es va arribar a produir en sèrie. Incorporava un motor millorat, una protecció incrementada i un nou sistema de tir digital.